# 上矢作町立上中学校
上矢作町立上中学校（かみやはぎちょうりつ　かみちゅうがっこう）は、かつて岐阜県恵那郡上矢作町（現・恵那市）に存在した公立中学校。

## 概要
- 恵那郡上矢作町の北部（旧・恵那郡上村）が校区であった。1989年下原田中学校と統合し、上矢作中学校の新設により廃校。廃校時の児童数は95名。
- 校舎は上小学校（現・上矢作小学校）の東に隣接していた。廃校後の校舎は上矢作町役場、平成の合併後は恵那市役所上矢作振興事務所として使用された後、取り壊された。跡地は2022年現在、小学校の駐車場や消防器庫として利用されている。

## 沿革
- 1947年（昭和22年）4月1日 - 恵那郡上村に上村立上中学校として開校。校舎は上村立上小学校の一部を使用。上小学校と併設され、上村立上小中学校とも称した。
- 1952年（昭和27年）
  - 4月1日 - 上小学校との併設を解消し、単独校舎の上村立上中学校とも称した。
  - 11月13日 - 新校舎が完成。
- 1956年（昭和31年）9月30日 - 上村と下原田村が合併し、上矢作町が発足。同時に上矢作町立上中学校に改称する。
- 1989年（平成元年）3月 - 上矢作町立下原田中学校と統合し、上矢作中学校の新設により廃校。